# Seconda rivoluzione industriale
(Atti preparatori dell'Esposizione universale del 1900)

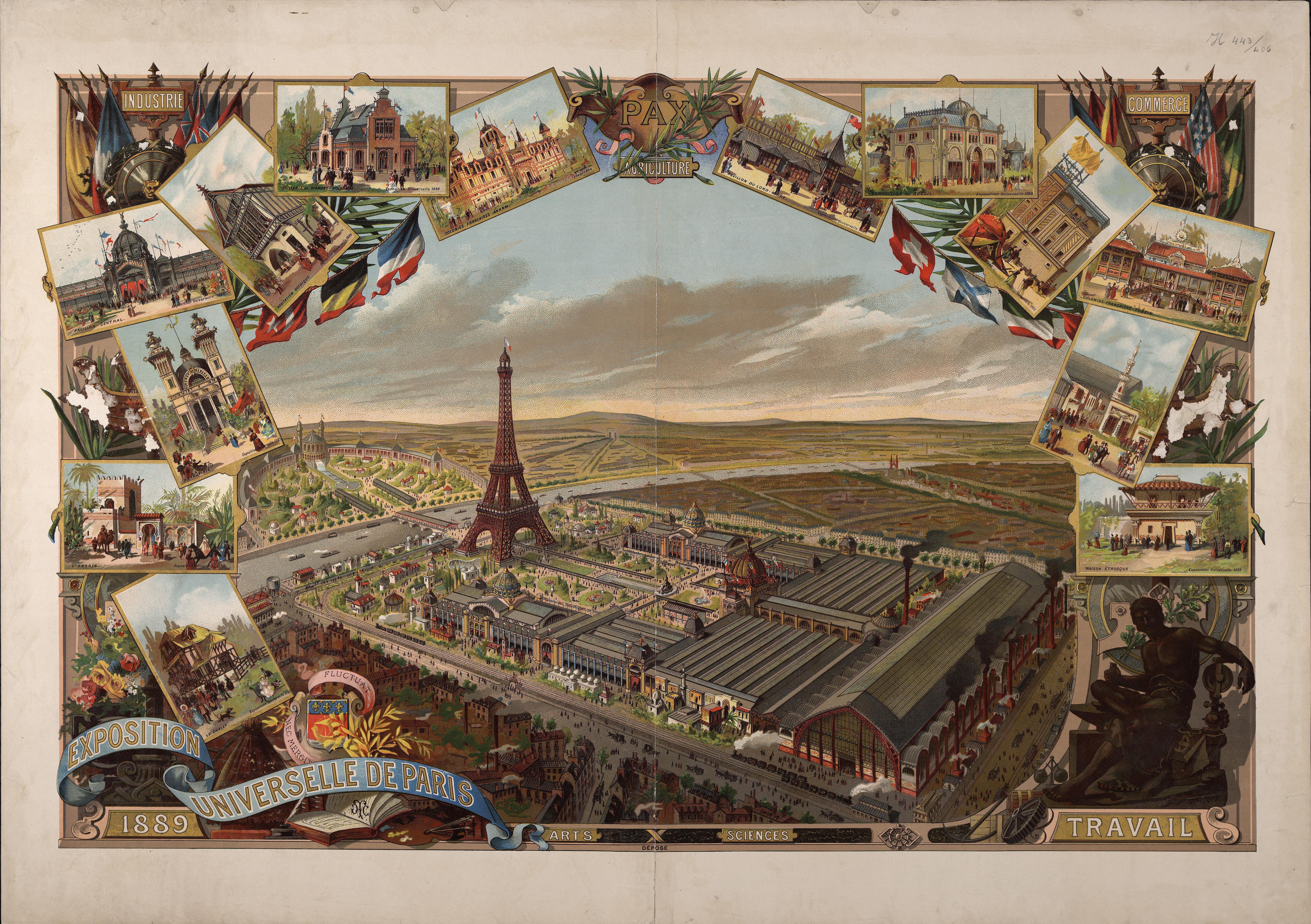
Esposizione universale dell'Expo 1889 a Parigi

La seconda rivoluzione industriale fu il processo industriale che rappresentò la seconda fase di sviluppo industriale, che viene cronologicamente riportato dagli storici al periodo compreso tra il Congresso di Parigi (1856) e quello di Berlino (1878), giungendo a pieno sviluppo nell'ultimo decennio del XIX secolo, sia pure in concomitanza con la grande depressione di fine Ottocento: in Europa, nel periodo tra il 1850 e il 1914, si assistette a una serie di cambiamenti importanti, che mutarono la vita del continente; le innovazioni non furono della stessa portata in tutti i Paesi: più significative in alcuni, meno evidenti in altri; tuttavia gli Europei avevano l'impressione di essere giunti a una svolta, mai riuscita prima.
Nella seconda metà dell'Ottocento l'Europa occidentale infatti estese e consolidò la propria presenza nel mondo. Il suo prestigio si fondava sulla superiorità nel campo scientifico e tecnologico e sulla potenza industriale e capitalistica, rafforzato in seguito alla scoperta di nuove fonti di energia, come il petrolio e l'elettricità, all'utilizzo di nuovi sistemi di comunicazione e di trasporto, al dominio incontrastato del commercio mondiale. Intanto, le grandi potenze europee portavano a termine le conquiste coloniali, soprattutto in Africa, spinte dal desiderio di procurarsi nuovi mercati di vendita per i prodotti nazionali e di accaparrarsi materie prime e risorse energetiche a basso costo. A questo prodigioso sviluppo industriale, che si protrasse fino agli inizi del Novecento e che interessò anche altri Paesi del mondo, come gli Stati Uniti d'America e il Giappone, è stato dato il nome di seconda rivoluzione industriale.

## Descrizione

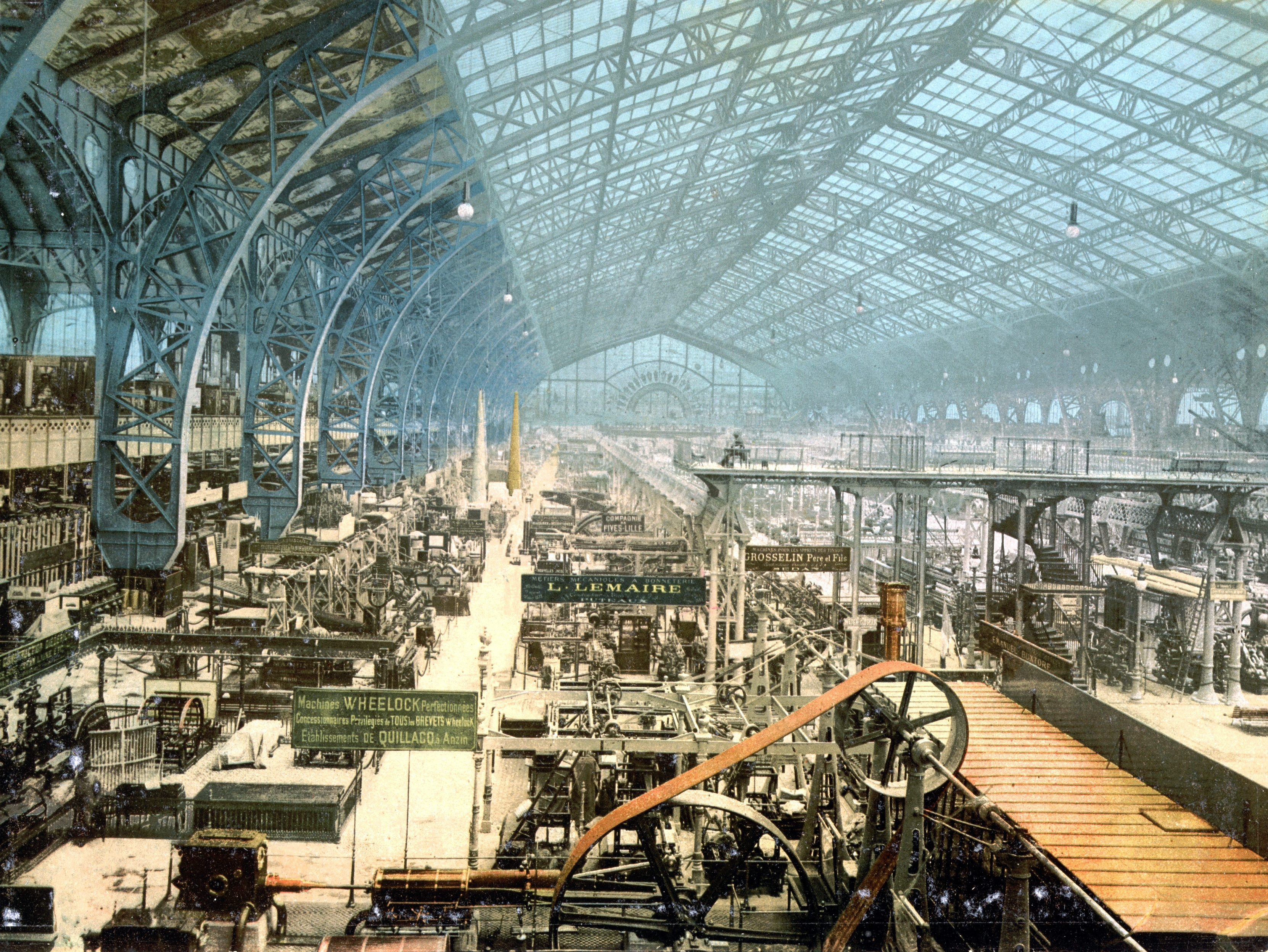
Galleria delle macchine all'Esposizione universale del 1900 a Parigi

Il termine industria deriva dal latino industria (-ae), parola composta da endo- (dentro) e -struo (costruire). Il significato originario di operosità, attività, diligenza acquista alla fine del Novecento l'accezione di "settore manifatturiero".
La rivoluzione industriale in genere è un processo di trasformazione economica che da un sistema prevalentemente agricolo-artigianale-commerciale porta a un sistema industriale caratterizzato dall'uso generalizzato di macchine azionate da energia meccanica, dall'utilizzo di nuove fonti energetiche in sostituzione e per il potenziamento della forza lavoro operaia e dalla diffusione della fabbrica come principale luogo di produzione nel quale si concentrano i mezzi di produzione (forza lavoro e capitale). Ne consegue un notevole incremento, quantitativo e qualitativo, delle capacità produttive di un Paese.
La rivoluzione industriale comporta una profonda e irreversibile trasformazione che parte dal sistema economico fino a coinvolgere il sistema produttivo nel suo insieme e l'intero sistema sociale. L'apparizione della fabbrica e della macchina modifica i rapporti fra gli attori produttivi. Nasce il capitalista industriale, imprenditore proprietario della fabbrica e dei mezzi di produzione, che mira a incrementare il profitto della propria attività e conseguentemente si viene a formare la classe operaia che riceve, in cambio del proprio lavoro e del tempo messo a disposizione per il lavoro in fabbrica, un salario.
All'interno della più generica definizione di rivoluzione industriale va fatta una distinzione fra prima e seconda rivoluzione industriale.
La prima, iniziata alla fine del settecento in Inghilterra, riguarda prevalentemente il settore tessile - metallurgico ed è connessa all'introduzione della macchina a vapore, che potrà avvalersi della grande disponibilità di carbone delle miniere.
La seconda rivoluzione industriale, che sia pure in tempi diversi a seconda dei Paesi, prende avvio attorno alla metà del secolo XIX, si sviluppa con l'introduzione dell'acciaio, l'utilizzo dell'elettricità, dei prodotti chimici e del petrolio.

### L'accelerazione della storia
Oltre che per le grandi innovazioni tecnologiche e scientifiche, la seconda rivoluzione industriale si caratterizza in modo incisivo rispetto alla prima perché «più rapidi furono i suoi effetti, più prodigiosi i risultati che determinarono una trasformazione rivoluzionaria nella vita e nelle prospettive dell'uomo.»
Avvenimenti di rilievo prima dilatati nello spazio e nel tempo ora si concentrano in uno spazio temporale ristretto che rende più veloce e concitata la vita dell'uomo.
Lo storico e sociologo tedesco Wolfgang Schivelbusch ha osservato come la rivoluzione dei mezzi di trasporto abbia modificato non solo la geografia fisica delle zone dove essa si è verificata ma anche la "geografia psicologica" degli uomini, il loro modo di percepire lo spazio e il tempo.
Inizia quel fenomeno che porterà, per effetto della contrazione dello spazio e del tempo, conseguenza dei nuovi più veloci mezzi di trasporto e comunicazione, alla globalizzazione dei mercati, delle tecnologie e dei linguaggi, e in definitiva all'accelerazione della storia dell'uomo.

## Innovazioni tecnologiche

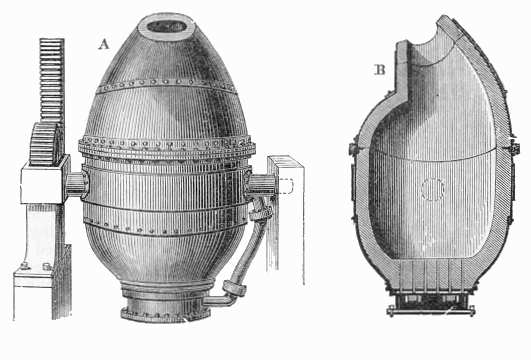
Convertitore Bessemer

Dal 1870 in poi si ebbe, in Europa e negli Stati Uniti, uno sviluppo tecnologico senza precedenti, che assicurò ai Paesi occidentali la supremazia tecnica in tutto il mondo. La caratteristica che differenzia maggiormente la seconda rivoluzione industriale dalla precedente sta nel fatto che le innovazioni tecnologiche non sono frutto di scoperte occasionali e individuali, bensì di ricerche specializzate in laboratori scientifici e nelle università finanziate dagli imprenditori e dai governi nazionali per il miglioramento dell'apparato produttivo.
I settori in cui si ebbero i maggiori risultati furono quello agricolo, quello manifatturiero e quello alimentare.

Nel settore metallurgico, giocarono un ruolo fondamentale la realizzazione del Convertitore Bessemer e il Forno Martin-Siemens. Essi permisero la realizzazione di macchine e utensili più robusti e resistenti del ferro il quale causava problemi per la sua tendenza a usurarsi rapidamente.
Nel 1878 con l'adozione del "Processo Thomas" poterono essere utilizzati materiali di ferro con alta percentuale di fosforo. Fu proprio questo metodo di defosforazione che consentì alla Germania ricca di questi minerali di trasformarsi da Paese agricolo a industriale sino a superare, con uno sfruttamento più organizzato delle miniere dell'Alsazia e della Lorena e del bacino carbonifero della Ruhr, la produzione delle acciaierie inglesi.
L'acciaio permise nuove soluzioni nel campo della meccanica e nel 1870 l'utilizzo del cemento armato in quello delle costruzioni.
Novità investirono anche il campo elettrico, soprattutto in Italia, con la costruzione della centrale a carbone per opera di Galileo Ferraris.

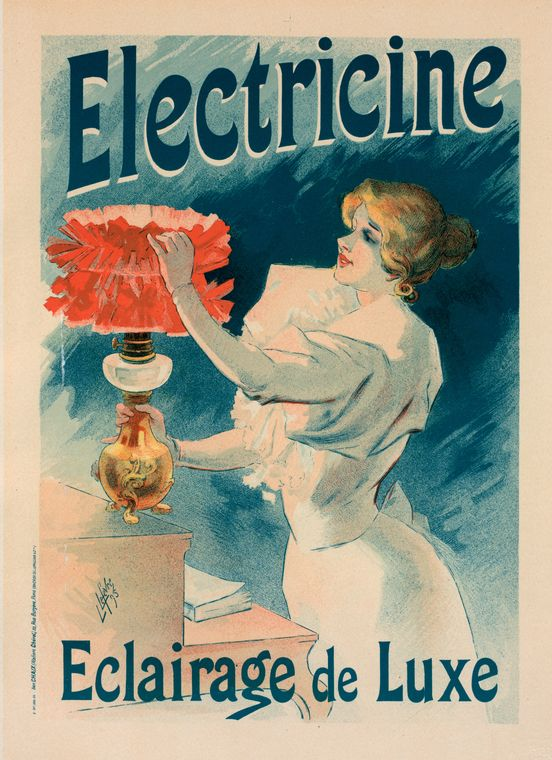
Pubblicità di lampade elettriche (1897)

In Italia, mancando il carbone fossile e scarseggiando il carbone bianco si sfruttarono i corsi d'acqua per la produzione di energia elettrica. Così facendo non si andò incontro alle enormi spese per l'importazione di carbone.
Nel campo chimico, vi furono tra le industrie, fortissime competizioni che portarono in pochissimi anni alla scoperta di nuovi prodotti come fertilizzanti, coloranti sintetici, ammoniaca, dinamite, soda e prodotti farmaceutici quali cloroformio, disinfettanti e analgesici.
Più lento fu invece lo sviluppo dell'apparato elettrico ancora in via di sperimentazione, che ebbe un deciso incremento solo dopo il 1870, quando si produssero i primi generatori (la dinamo e il motore elettrico, nonostante fossero già in uso da molto tempo, risultarono poco convenienti e poco versatili per i processi produttivi). Un'ulteriore spinta al processo di diffusione dell'elettricità fu l'invenzione della corrente alternata, che permise il trasporto dell'energia elettrica su lunghe distanze al contrario della corrente continua che non poteva essere trasmessa per più di 3 km. I progressi in questo campo permisero la graduale diffusione della rete elettrica a uso civile per l'illuminazione (e successivamente l'utilizzo dei primi elettrodomestici), nelle case e nei luoghi di lavoro. Tra i maggiori esponenti troviamo Nikola Tesla e Thomas Alva Edison; il primo sviluppò la corrente alternata, il secondo la corrente continua. I due scienziati erano molto rivali.
L'introduzione dell'elettricità come fonte di illuminazione delle città, molto più efficiente di quella che utilizzava il gas illuminante, trasformò la vita dei cittadini rendendo più sicure le strade e permettendo anche una vita notturna più intensa con la frequentazione di punti d'incontro illuminati.
La luce elettrica cambiò anche i ritmi di lavoro nelle fabbriche dove prima la produzione cessava con il venir meno della luce diurna: ora gli operai potevano lavorare in turni ininterrotti nelle 24 ore.

### Medicina e sviluppo demografico

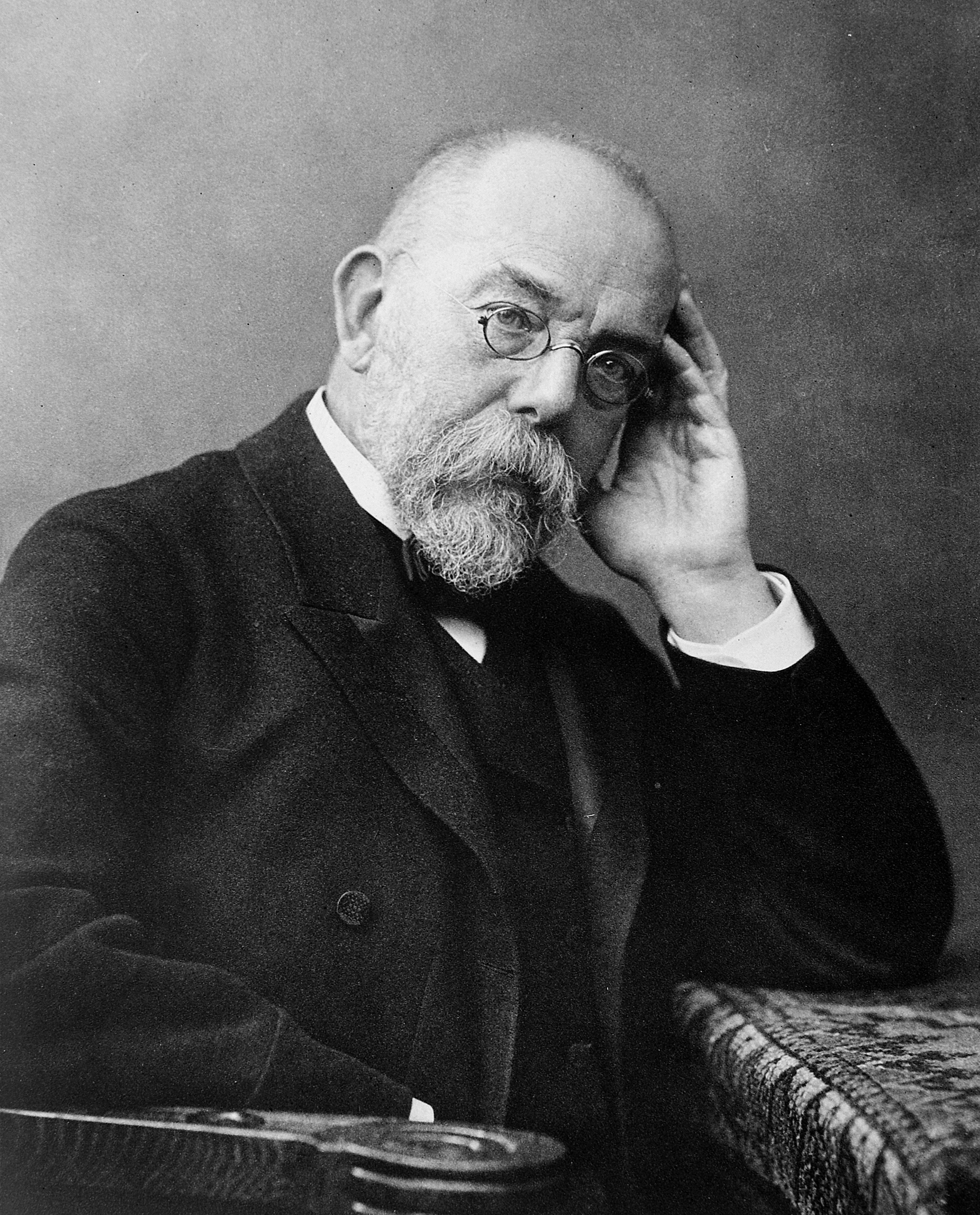
Robert Koch Nobel per la medicina nel 1905

Fu soprattutto nel periodo della seconda rivoluzione industriale, più che nella prima, che vennero fatte numerose e importantissime scoperte in campo medico e scientifico. Gli studi di Charles Darwin e Gregor Mendel stimolarono l'approfondimento di anatomia comparata, fisiologia, genetica, mentre le fondamentali scoperte di Edward Jenner, Louis Pasteur, Gerhard Henrik Hansen, XIX secolo a trovare una difesa contro antichi flagelli come la tubercolosi, la difterite, l'antrace, la peste, la lebbra, la rabbia, la malaria.
Numerose altre scoperte e invenzioni (come per esempio lo stetoscopio) consentirono enormi progressi nel campo della chirurgia e in generale delle condizioni igienico-sanitarie negli ospedali e nella vita quotidiana delle famiglie. Furono per esempio gli studi del medico ungherese Ignác Fülöp Semmelweis (1818 – 1865) a dimostrare che l'alto tasso di mortalità delle donne dopo il parto era in buona misura dovuto a infezioni trasmesse dai medici stessi durante il parto.
Un'altra decisiva scoperta nel settore medico-sanitario fu l'adozione dell'anestesia a base di etere e cloroformio durante gli interventi chirurgici e l'applicazione dei raggi X per le diagnosi interne.
Questo complesso di scoperte e invenzioni permise nel giro di pochi decenni di migliorare le condizioni igienico-sanitarie e alimentari di gran parte delle popolazioni dei Paesi industrializzati, di abbattere l'alto tasso di mortalità infantile, e di innalzare notevolmente l'età media della popolazione e le aspettative di vita delle persone.
Tale evoluzione, unitamente alla maggiore disponibilità di risorse, condusse nel giro di alcuni decenni a un incremento esponenziale della popolazione, tanto che, fra la fine del XVIII secolo e il XX secolo la popolazione europea si è accresciuta di quasi quattro volte, la speranza di vita è passata da valori compresi tra i 25 e i 35 anni a valori che superano i 75 anni, il numero di figli per donna scesi da cinque a meno di due e natalità e mortalità scesi da valori compresi tra il 30 e il 40 per mille a valori prossimi al 10.

### I Trasporti

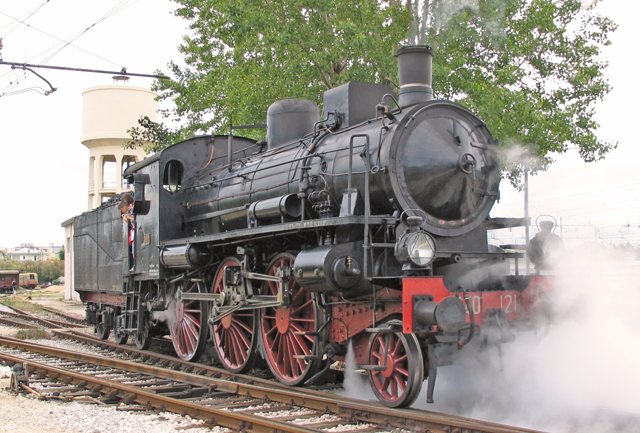
Locomotiva a vapore (1907)

I trasporti nella seconda metà dell'Ottocento divennero molto più sviluppati e complessi. Il sistema ferroviario, uscito dalla fase pionieristica, ebbe un accrescimento senza precedenti (soprattutto dopo la railway mania inglese degli anni '40 dell'Ottocento); in alcuni Paesi le ferrovie ebbero un incremento del 90%: negli Stati Uniti si passò da 15000 km di linee ferroviarie a più di 1500000 km. L'enorme sviluppo del trasporto ferroviario rivoluzionò in breve tempo i commerci e la possibilità di movimento delle popolazioni interessate, divenendo a sua volta un potente elemento di accelerazione e moltiplicazione dello sviluppo economico delle aree raggiunte dal servizio.

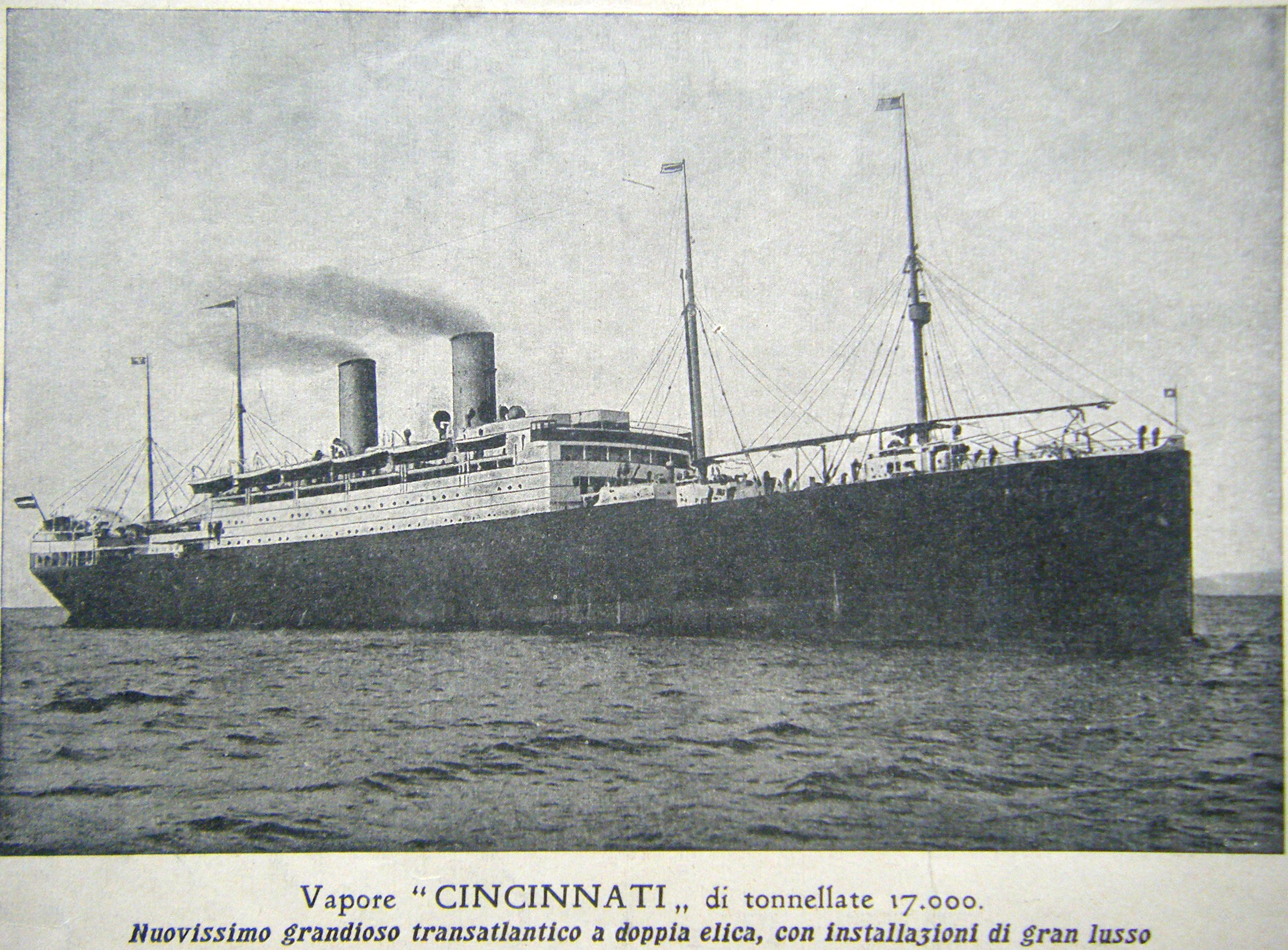
Il piroscafo “Cincinnati” in un'immagine del 1911.

La costruzione di ferrovie a raggio transcontinentale - la ferrovia New York - San Francisco (1862-1869), la transandina tra il Cile e l'Argentina (1910), la transiberiana (1891-1904) Mosca - Vladivostok sul Pacifico e successivamente sino a Port Arthur sul Mar Giallo - ebbe un'enorme influenza nello scambio delle merci poiché si ridussero notevolmente i costi fino ad allora molto alti per il trasporto via terra. Inoltre in alcune delle più importanti città europee e americane, si ebbe la costruzione delle prime metropolitane, fra le quali quelle di Londra e Parigi, che permetteva di spostarsi facilmente all'interno delle aree urbane, enormemente accresciutesi già dopo la prima rivoluzione industriale.
Per quanto riguarda il sistema navale, grazie allo sviluppo della metallurgia e all'introduzione dell'elica, si poterono costruire i primi scafi in ferro e successivamente in acciaio, che permisero la costruzione dei robustissimi transatlantici. Le navi a vela vennero progressivamente soppiantate da quelle a vapore grazie anche all'avvento dei motori compound.

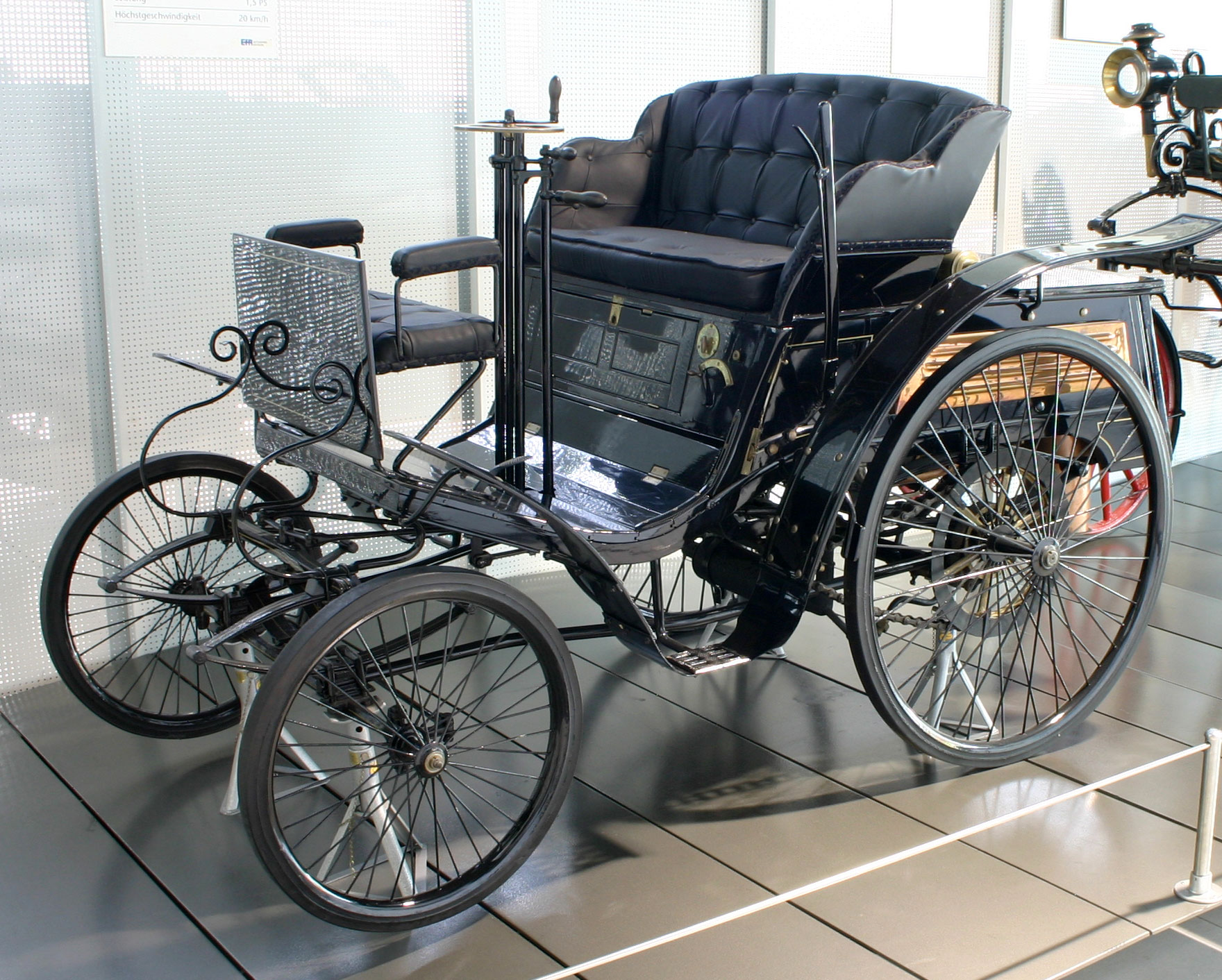
Automobile Benz Velo (1894)

Per i trasporti marittimi fu di enorme importanza la costruzione di canali artificiali come nel 1869 quello di Suez che in poco tempo determinò spostamento dei traffici tra l'Atlantico settentrionale e l'Oceano Indiano, lungo la rotta del capo di Buona Speranza sostituita con quella molto più breve del Mediterraneo e del Mar Rosso, ripristinando così l'importanza della navigazione nel bacino mediterraneo come tramite tra l'Occidente e l'Oriente.
Nel 1895 fu completato il canale di Kiel che facilitò gli scambi tra Mar del Nord e il Baltico. Nel 1914 si aprì il canale di Panama che mise in immediata comunicazione l'Atlantico e il Pacifico.
In questo modo le economie dei vari stati nazionali cominciarono a divenire interdipendenti e sembrò realizzarsi il sogno degli illuministi che basandosi sulla espansione del mercato auspicavano il superamento delle barriere nazionali con la realizzazione del cosmopolitismo. La realtà si rivelò del tutto diversa: invece che al sorgere di un sentimento fraterno tra gli uomini si assisté al feroce scontro dei nazionalismi.
Nel 1883 l'ingegnere tedesco Gottlieb Daimler brevettò un motore a benzina efficiente. Pochi anni dopo apparve la prima vettura a combustione interna. L'invenzione dell'automobile si rivelerà di straordinaria importanza, con effetti rivoluzionari sulle abitudini e lo stile di vita dei Paesi industrializzati; tali conseguenze, tuttavia, si avvertiranno in modo significativo solo a partire dalla diffusione di massa dell'automobile, che inizierà successivamente, nei primi decenni del XX secolo.

### Comunicazioni

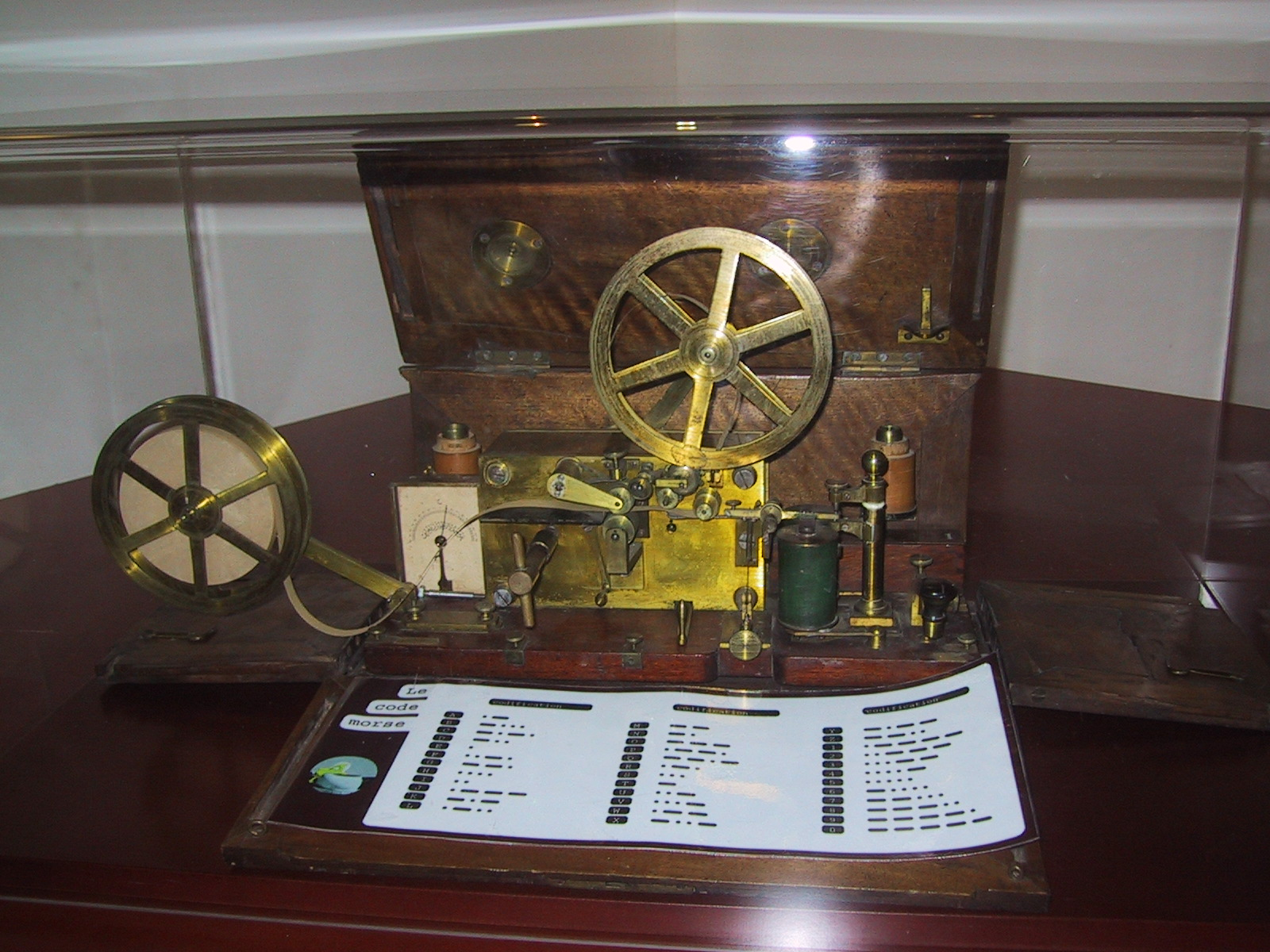
Telegrafo Morse (esemplare alla Cité des télécoms di Pleumeur-Bodou)

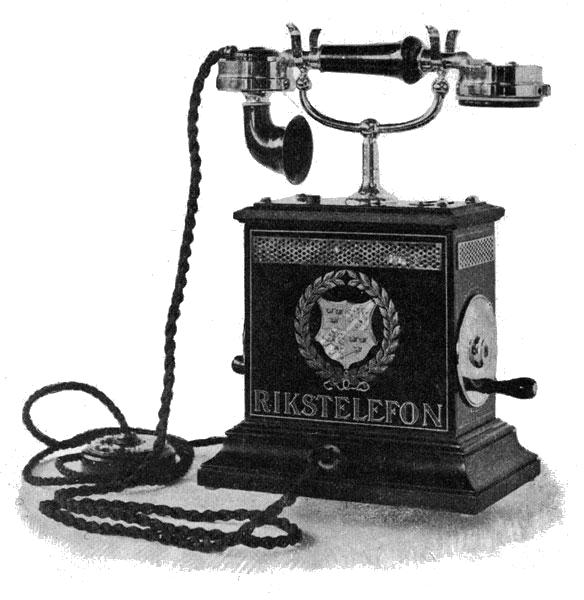
Telefono del 1896 prodotto in Svezia.

Parallelamente ai trasporti, anche le comunicazioni si fecero più veloci e intense. La scoperta dell'elettromagnetismo con l'invenzione del telegrafo prima e del telefono poi, permisero le prime comunicazioni intercontinentali.
Questo tipo di comunicazione ebbe un ruolo decisivo per il graduale sviluppo dell'interdipendenza tra i vari stati del pianeta.
Attorno agli anni quaranta del XIX secolo si svilupperà rapidamente in tutto il mondo il telegrafo elettrico Morse, che per la prima volta nella storia permetterà la comunicazione istantanea a distanza, e che darà luogo a notevoli sviluppi, tra cui la creazione delle prime agenzie di stampa, che raccoglievano e distribuivano notizie in tempi molto più rapidi che in passato.
Sarà soprattutto la successiva invenzione del telefono (1860) e la sua diffusione su larga scala che porteranno a una vera rivoluzione nel campo delle comunicazioni, imprimendo in poco tempo uno sviluppo totalmente nuovo nelle interrelazioni sociali e commerciali tra gruppi e individui.
Nei primi anni del Novecento, quindi, l'avvento della radio avvierà una nuova era nel campo dell'informazione che porterà notevoli conseguenze anche in campo sociale.

## Effetti socio-economici

### Il mutamento del rapporto tra agricoltura e industria
Gli aspetti più rilevanti della grande trasformazione si ebbero in Inghilterra, già protagonista della prima rivoluzione, dove masse di popolazione si spostarono nelle città. Nel 1871 in Inghilterra il 35% della popolazione lavorava nel settore agricolo, nel 1910 la manodopera agricola era scesa al 25%. In Francia, dove l'industrializzazione aveva riguardato solo delle zone limitate, lo spostamento della popolazione dalla campagna alla città fu più lento mentre in Germania, come nei Paesi scandinavi, fu imponente la riduzione della manodopera occupata nell'agricoltura..
Se la produzione agricola europea non subì un vistoso calo questo fu dovuto alla meccanizzazione dell'agricoltura che divenne "scientifica", anch'essa di tipo capitalistico e industriale. Nell'allevamento si cominciò a selezionare il bestiame e dove possibile si sostituì alla cerealicoltura la coltivazione intensiva di frutta e ortaggi.
Nel Nord Europa, nei Paesi Bassi, in Danimarca, compaiono nuove forme di produzione associata come il modello cooperativistico con i suoi ideali di mutualità, solidarietà, premessa dei nuovi regimi democratici.

### L'estensione della città

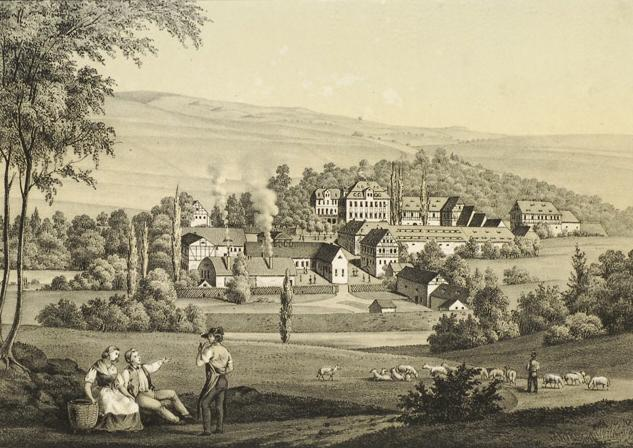
Ferriere Pfeilhammer: metà del XIX secolo. Rappresentazione idilliaca del nuovo paesaggio industriale

Alla fine del XIX secolo l'industria aveva quasi sostituito l'agricoltura, che fino ad allora era stata la principale risorsa economica di molte nazioni. Milioni di persone si trovarono a vivere e lavorare in enormi centri industriali dove le condizioni di vita erano discutibili, la maggior parte degli stabilimenti era male aerata e male illuminata, il lavoro era spesso pericoloso, gli orari gravosi e i salari molto scarsi. Peggio di tutti stavano le donne e i bambini, costretti a lavorare in condizioni pressoché di schiavitù.
Per andare incontro alle necessità dell'industria furono introdotte delle innovazioni tecniche che permisero la nascita di grosse fabbriche che trasformarono in pochi decenni i borghi di campagna in fumanti centri industriali. I contadini e gli artigiani cercarono lavoro nel nuovo mondo industriale, divenuto ormai il carro trainante dell'economia.

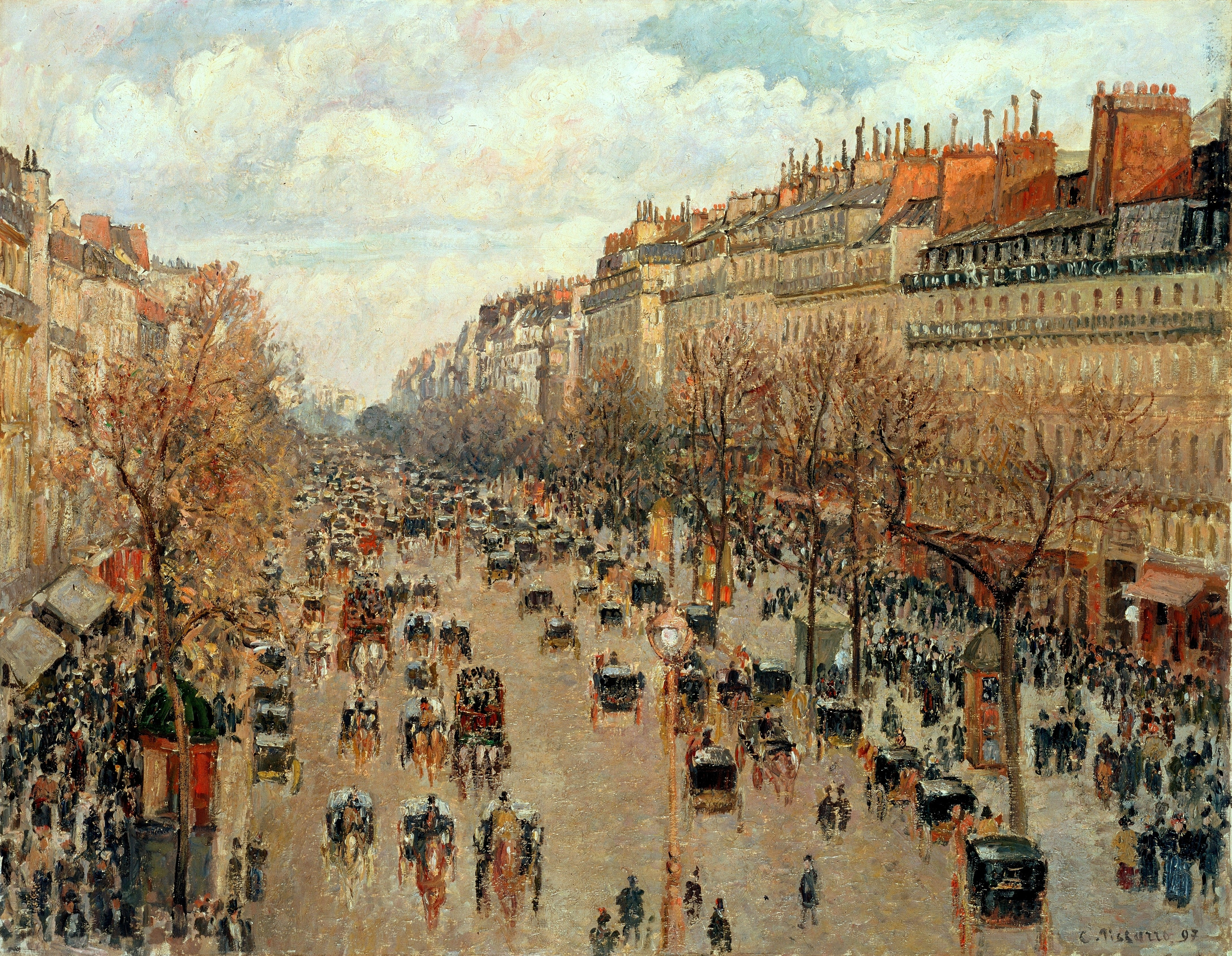
Camille Pissarro, Boulevard Montmartre (1897)

Nei centri sorti intorno alle fabbriche la popolazione aumentò rapidamente favorendo l'immigrazione interna dei contadini dalle campagne. A tutto ciò, non corrispose un adeguato e razionale sviluppo urbanistico, le città sorsero in modo caotico, si costituirono nuove abitazioni ovunque vi fosse spazio, causando così l'aumento smisurato e incontrollato dei fitti.
Le città industriali vennero in pochi anni circondate da enormi periferie sub-urbane, tetre e malsane, specialmente nel periodo anteriore alle scoperte medico-scientifiche. La rapida diffusione di questi centri ne rese impossibile la pianificazione, l'igiene era pressoché sconosciuta e la sovrappopolazione favoriva sempre più la criminalità e le malattie.
Solo negli ultimi decenni del XIX secolo le amministrazioni delle grandi città iniziarono a pianificare interventi di ristrutturazione urbanistica su larga scala, come per esempio la grande trasformazione operata a Parigi durante il Secondo Impero, che prevedevano talvolta anche l'abbattimento di interi quartieri fra i più vecchi e fatiscenti, per far posto a zone ricostruite secondo schemi urbanistici più razionali, rispondenti a canoni più moderni e funzionali. Fu proprio per la necessità di mettere ordine e poter controllare queste enormi caotiche aree urbane che si iniziò in tutti i Paesi industrializzati a introdurre sistematicamente i numeri civici nelle abitazioni e a regolamentare in modo più rigoroso lo sviluppo delle reti stradali, fognarie e dei servizi pubblici in generale.

### Le trasmigrazioni continentali
Collegato alla rivoluzione dei trasporti fu il nuovo fenomeno sociale delle grandi trasmigrazioni continentali.
Sin dagli inizi dell'Ottocento vi erano stati spostamenti in America e in Oceania di masse di popolazione europea da un continente all'altro come quelli degli Inglesi e Irlandesi che furono costretti ad abbandonare le campagne investite dai nuovi rapporti di produzione dell'industrializzazione. Il fenomeno si accentuò tra il 1880 e il 1914 quando milioni di emigrati specie dall'Italia meridionale, dalla penisola balcanica e dall'Europa orientale lasciarono le loro condizioni di vita semifeudale attirati dalle migliori condizioni economiche degli Stati Uniti in fase di grande sviluppo industriale, dove il mercato richiedeva manodopera che trovava impiego specialmente nell'edilizia e nelle grandi costruzioni stradali e ferroviarie.
Il fenomeno delle trasmigrazioni comportava sacrifici culturali dolorosi ma nello stesso tempo però permetteva a grandi masse di uscire dal loro isolamento feudale e partecipare alle forme di una moderna civiltà, contribuendo in pochi decenni al formarsi di società in gran parte multietniche, come quella degli Stati Uniti, dell'Argentina o dell'Australia.

### La concentrazione dei capitali e della produzione
Anche il sistema finanziario, che era alla base dello sviluppo industriale, andò modificandosi: fabbriche e capitali si concentravano nelle mani di poche grandi società a danno delle aziende più piccole e più deboli dando così origine ai primi monopoli.
«Quel tipo di bourgeois (borghese), che durante la prima ondata della rivoluzione industriale aveva avuto un ruolo predominante, cioè l'imprenditore indipendente e fortemente individualista, fu pian piano soppiantato dai grandi enti anonimi, che sotto la moderna forma giuridica della società per azioni ebbero uno sviluppo fulmineo nell'industria, nel commercio e nell'organizzazione bancaria.»
Questa nuova forma di gestione della fabbrica comporta anche un mutamento nei rapporti tra il padrone e gli operai che ora si trovano a dovere interloquire per le loro rivendicazioni con entità anonime spersonalizzate portatrici di responsabilità collettive, non più individuali e facilmente identificabili come prima, rappresentate dai consigli di amministrazione a loro volta espressioni della massa informe degli azionisti.
I principi della libera concorrenza si alterano con la formazione di nuove forme di coalizione e concentrazione industriale e commerciale come quelle dei cartelli, associazioni di imprese che producono beni simili, che assegnano zone di smercio ai singoli imprenditori per contrastare la concorrenza sgradita. Organi di controllo assicurano il rispetto dei patti tra gli associati al cartello che si trasforma in pool.
Quando le coalizioni assumono la forma di fusioni tra industrie nascono i trust con lo scopo di ridurre i costi di produzione, eliminare la concorrenza e realizzare migliori profitti agendo in regime di monopolio.
Forma più aggressiva per contrastare la concorrenza straniera fu quella del dumping, vendita a prezzi maggiorati di beni sul mercato interno per compensare i prezzi inferiori a quelli di costo praticati sui mercati esteri.
Nasce un nazionalismo economico che degenera nel protezionismo, in una guerra di tariffe nella quale si segnalano dopo il 1879 i produttori tedeschi che daranno l'avvio a guerre doganali incubatrici della grande guerra del 1914-1918.

### L'organizzazione internazionale dei lavoratori
L'estensione a livello mondiale dell'industrializzazione comportò di necessità la costituzione di un organismo internazionale dei movimenti operai per una comune difesa e rivendicazione dei loro diritti, in quella che fu definita questione operaia.
Il 28 settembre 1864 nacque a Londra per iniziativa di Karl Marx, fondatore assieme a Friedrich Engels del cosiddetto socialismo scientifico, la prima Associazione Internazionale dei Lavoratori dove confluirono varie componenti del movimento operaio caratterizzato da una eterogeneità di ideologie corrispondenti alle diversità del proletariato operaio costituito da una classe operaia impiegata nella fabbrica, ormai ben strutturata, da lavoratori ancora a metà tra l'artigianato e l'operaio industrializzato. Marx tentò di conciliare queste diversità di posizioni indirizzandole su alcuni punti irrinunciabili quali l'autoemancipazione dei lavoratori, il coordinamento internazionale degli operai, la conquista del potere politico a opera dei proletari.

### L'imperialismo
(V. I. Lenin, Scritti economici, Editori Riuniti, Roma, 1977)
L'enorme potere economico costituitosi con la concentrazione industriale cercò fin dall'inizio la collaborazione e la protezione del potere politico che gli assicurasse i suoi progetti di espansione del capitale e il contenimento delle masse dei lavoratori.
Le decisioni dei governi vennero così condizionate dagli interessi economici e da quelli finanziari delle banche che ormai non si limitavano più a investire i risparmi nello sviluppo industriale ma attraverso la concessione dei crediti ne condizionavano la direzione e la gestione.
I capitali eccedenti alla ricerca di profitti furono investiti al di fuori dei confini nazionali nella costruzione di opere colossali o con finanziamenti a Paesi sottosviluppati, condizionandone la politica interna ed estera, in cambio di materie prime e manodopera a buon mercato. I Paesi debitori erano in genere obbligati a reinvestire i finanziamenti ricevuti nell'acquisto di macchinari industriali dei Paesi creditori come avvenne per il capitale inglese che trovò sbocco nelle zone dell'Impero britannico e in Egitto, per quello francese soprattutto in Russia e per quello tedesco in Italia.
La concentrazione industriale, secondo la teoria marxista, portò alla gara coloniale della ricerca di nuovi mercati dividendo il mondo in zone economiche e strategiche molto diverse da quelle del colonialismo ottocentesco.

### Il pauperismo

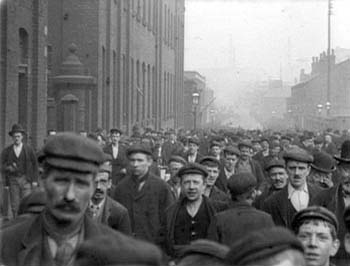
Operai (1900)

Nell'Inghilterra della seconda rivoluzione industriale era giunto il tempo di una nuova legge che sanasse i mali dei nuovi poveri generati dalla industrializzazione.
Nel 1833 una legge affermò l'abolizione dello sfruttamento minorile e femminile. I bambini fino a dodici anni e le donne non potevano lavorare più di otto ore al giorno.
La legge emanata nel 1834, aboliva la “carità legale”, proibiva l'aiuto a domicilio e costringeva i poveri nelle nuove workhouse (case di lavoro), nuove versioni degli ospedali generali con il medesimo rigido regime del passato di costrizioni e di privazioni, nonché di separazione secondo il sesso e l'età.
Autore di questa politica fu Sir Edwin Chadwick (1800-1890), discepolo di Jeremy Bentham, personaggio molto odiato, un amministratore dispotico e discusso la cui figura è ricordata soprattutto per il suo impegno nella riforma della sanità pubblica, convinto com'era che le condizioni insalubri delle città provocassero malattie biologiche e sociali, causa di un degrado psicologico che può trascinare le persone verso i vizi, come l'alcolismo, o peggio, verso la rivoluzione. Rendere le città più salubri poteva essere lo strumento per rendere il proletariato più felice, più sano, più produttivo, e più docile.
Sulla presunta "felicità del proletariato inglese" scriveva qualche anno dopo nel 1844 Karl Marx in un articolo pubblicato a firma: "Un prussiano" intitolato "Il re di Prussia e la riforma sociale":«Si concederà inoltre che l'Inghilterra è il Paese del pauperismo; perfino questa parola è di origine inglese. L'esame dell'Inghilterra è dunque l'esperimento più sicuro per conoscere il rapporto di un Paese politico con il pauperismo. In Inghilterra la miseria degli operai non è parziale, ma universale; non limitata ai distretti industriali, ma estesa a quelli agricoli. I movimenti qui non sono in sul nascere, bensì da quasi un secolo si ripresentano periodicamente. Come intendono il pauperismo la borghesia inglese e il governo e la stampa a essa legati? Nella misura in cui la borghesia inglese ammette che il pauperismo è una colpa della politica, il whig considera il tory, e il tory il whig, come la causa del pauperismo. Secondo il whig, il monopolio della grande proprietà terriera e la legislazione protezionista contro l'importazione dei cereali è la fonte principale del pauperismo. Secondo il tory tutto il male risiede nel liberalismo, nella concorrenza, nel sistema industriale spinto troppo avanti. Nessuno dei partiti trova il motivo nella politica in generale, bensì ciascuno di essi lo trova nella politica del proprio partito; ma ambedue i partiti non si sognano neppure una riforma della società.»

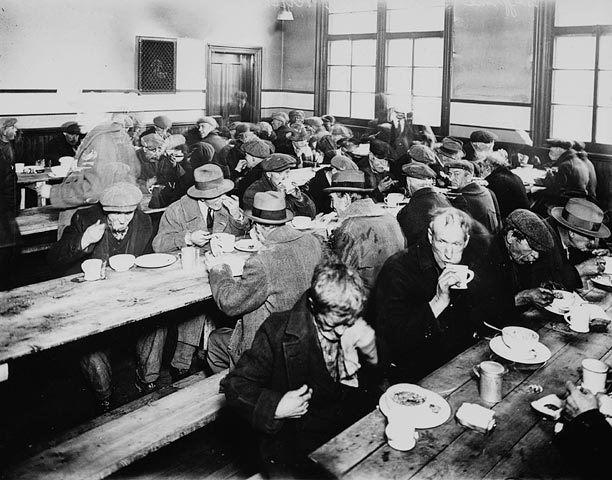
Mensa per poveri (Montréal, 1930)

Il tema della povertà comincia in questi anni a essere associato a quello dell'industrialismo. L'Accademia delle scienze morali e politiche francese promosse delle inchieste sulle condizioni degli operai in Francia volendo stabilire in che cosa consistesse la loro povertà, come si manifestasse e quali fossero le cause che la determinavano. Una prima risposta era stata data da Louis Renè Villermé, un medico fautore degli aspetti positivi del sistema della fabbrica e convinto che tutto ciò che lo contrastasse fosse un'offesa della pubblica morale: la promiscuità dei sessi all'interno delle fabbriche, l'eccessiva durata dell'orario di lavoro minorile, i prestiti concessi agli operai come anticipo dei loro salari erano le uniche cause del degrado morale e fisico degli operai.
Questa tesi moralistica venne contestata da Antoine-Eugène Buret nella sua opera De la misère des classes laborieuses en Angleterre et en France...; egli vuole eliminare dall'analisi sociologica delle cause della povertà ogni riferimento astratto e non verificabile: comincia quindi a stabilire una stretta connessione tra le condizioni di indigenza degli operai e la ricchezza considerati entrambi come fenomeni strettamente economici e controllabili oggettivamente. Le sue conclusioni lo portano a sostenere che esiste un rapporto di «coesistenza» o «simultaneità» tra la povertà e la «ricchezza della nazione» e che le cause di questa concomitanza sono da riportare «ai processi industriali, alle circostanze in cui si trovano posti, gli uni in relazione con gli altri, gli agenti della produzione» così che «la condizione fisica e morale dei lavoratori si misura esattamente sulla posizione in cui essi si trovano di fronte agli strumenti o ai capitali» nel senso che «più ne sono vicini e più la loro vita è assicurata; ed essa si eleverà e migliorerà secondo la misura e l'estensione di questi rapporti.»